# Fabio Concato (1999)
Fabio Concato è un album del cantautore italiano omonimo, pubblicato dall'etichetta discografica Mercury nel 1999.
Dall'album, disponibile su LP e compact disc, viene tratto il singolo M'innamoro davvero, brano presente in due versioni: una è interpretata dal solo Concato, l'altra vede la partecipazione di José Feliciano.

## Tracce
1. Ritrovarti qui
2. Canto d'amore
3. M'innamoro davvero
4. Non mi scordare
5. La barca Guendalina
6. How Are You My Baby?
7. Un'Aurelia che se ne va
8. Buonanotte a te
9. Pesciolino
10. Quando arriverà
11. M'innamoro davvero (con José Feliciano)

## Formazione
- Fabio Concato – voce
- Maurizio Fabrizio – pianoforte, chitarra acustica
- Paolo Carta – chitarra elettrica
- Danilo Rea – pianoforte
- Elio Rivagli – batteria
- Ernesttico Rodriguez – percussioni
- Massimo Moriconi – basso, contrabbasso
- Gavyn Wright – violino
- Emanuele Cisi – sax

## Classifiche
| Classifica (1999) | Posizione massima |
| ----------------- | ----------------- |
| Italia            | 7                 |